# Orkanen Helene 2024
Ej att förväxla med Orkanen Helene 2006
Orkanen Helene var en förödande tropisk orkan, som orsakade omfattande förödelse och dödsfall över sydöstra USA i slutet av september 2024. Den var den starkaste orkan som registrerats att ha slagit till mot Big Bend-regionen i  Florida och den dödligaste Atlantområdesorkanen sedan Orkanen Maria 2017 och samtidigt den dödligaste som slagit till mot USA:s territorium på den nordamerikanska kontinenten sedan Orkanen Katrina 2005.
Orkanen Helene var den åttonde namngivna tropiska stormen under Orkansäsongen i norra Atlanten 2024, den femte atlantiska orkanen och den andra kraftiga orkanen. Helene började bildas den 22 september som ett vittomfattande lågtryckssystem i den västra delen av Karibiska havet. Omkring den 24 september hade väderstörningar konsoliderats tillräckligt mycket för att bilda en tropisk storm nära Yucatánhalvön, vilken då döptes Helene av National Hurricane Center.
Helene blev en orkan tidigt den 25 september, mer fördjupad allteftersom hon svepte över Mexikanska bukten påföljande dag. Hon nådde kategori 4-styrka på kvällen den 26 september och sent samma kväll ankom orkanen till Big Bend-regionen i Florida med sig högsta styrka. Nära staden Perry var vindstyrkan 220 km/tim. Orkanen Helene mattades snabbt av när den snabbt rörde sig över fastlandet innan den minskade till en "efterorkan" över Tennessee den 27 september. Den 29 september klingade den av.

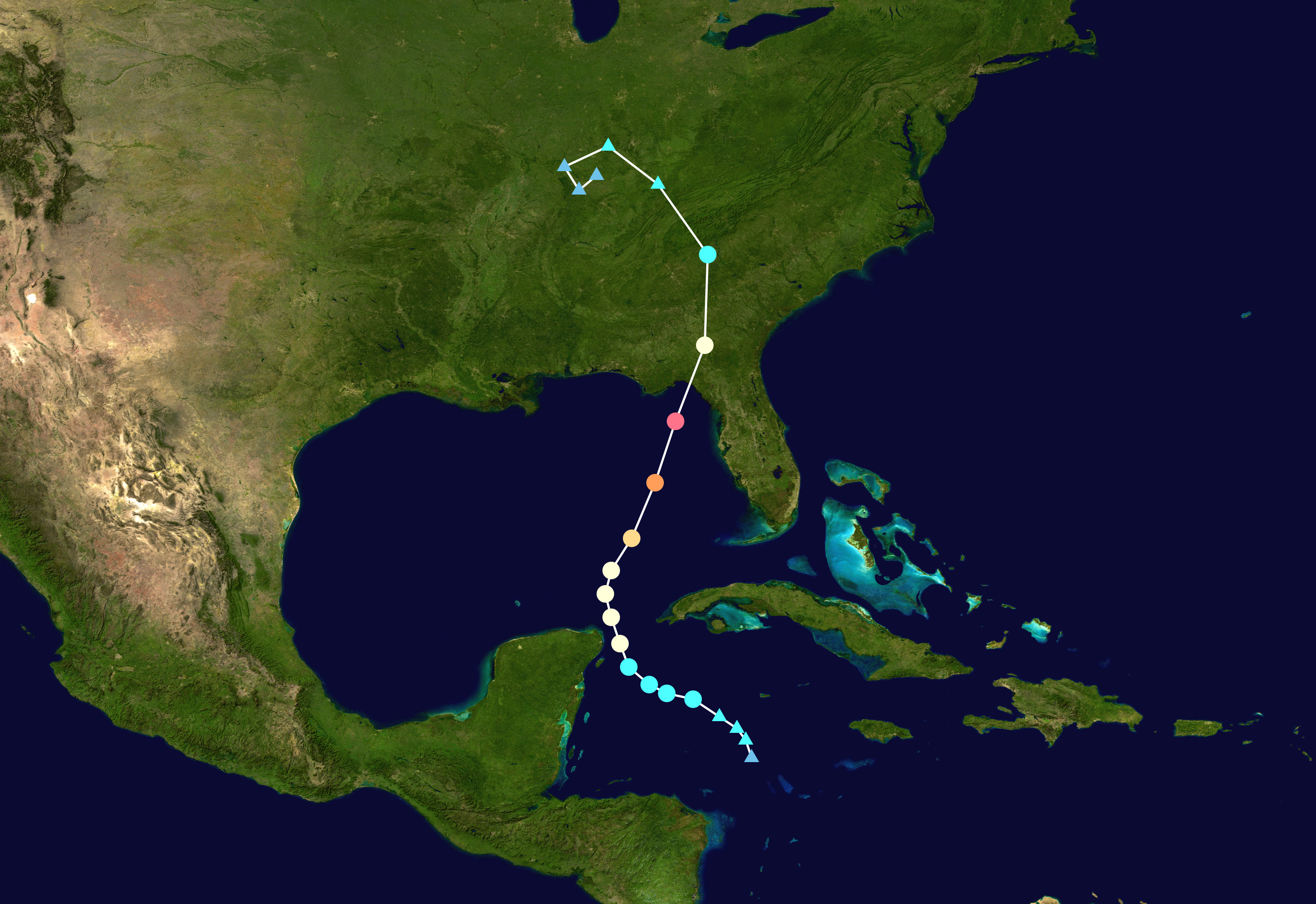
Karta som visas stormens rörelse och intensitet.